# Xã Dover, Quận York, Pennsylvania
Xã Dover (tiếng Anh: Dover Township) là một xã thuộc quận York, tiểu bang Pennsylvania, Hoa Kỳ. Năm 2010, dân số của xã này là 21.078 người.